# سنغ بر (باغستان)
سنغ بر (بالفارسية: سنگ بر) هي قرية تقع في إيران في Baghestan Rural District. يقدر عدد سكانها بـ 518 نسمة بحسب إحصاء 2016.